# Salvador González (militar mexicano)
Gral. Salvador González Pérez (28 de enero de 1886-1960) fue un militar mexicano que participó en la Revolución mexicana.

## Biografía
Contador público y militar revolucionario. Sus padres fueron Alejandro González y Carmen Pérez, ambos de origen campesino. Nació en Santa Rosa, municipio de Coyuca de Catalán el 28 de enero de 1886.
Cursó la primaria en la tierra natal. Posteriormente, sus padres lo enviaron a Morelia a estudiar contabilidad.
Al estallar la Revolución se incorpora a las fuerzas de Ambrosio Figueroa y logra el contacto con los generales Jesús H. Salgado y Leovigildo Álvarez. Sus ascensos fueron rápidos; el 8 de mayo de 1911 recibió el grado de teniente, después de las batallas de Los Cajones y la de Iguala; fue capitán segundo en diciembre del mismo año, y el 9 de enero de 1912 se le nombró capitán primero, estando al frente de los 51 y 58 cuerpos rurales. En febrero de 1913 ostentaba el grado de mayor en las fuerzas del general Felipe Ángeles, en el estado de Morelos.
Fue general de brigada con antigüedad de mayo de 1920. En 1920 se rebeló contra Venustiano Carranza en San Luis Potosí, ya que este le había ordenado traicionar a Emiliano Zapata. Él se rehusó a llevar a cabo dicha acción diciendo "No mi general, a mi mándeme a matarme con el de frente como hombre, a balazos, por que yo no soy un cobarde, no soy un traidor, yo no mato por la espalda".
Después de rebelarse se le fue degradado de puesto militar a coronel, con la amenaza de quitarle tierras de su propiedad posteriormente por no haber cumplido la orden de Venustiano Carranza.
Regresó a Tierra Caliente en persecución de algunos traidores a su causa. En Arcelia reunió a la ciudadanía para informarle de la situación del país tras el asesinato del presidente Madero. 
Luego se incorpora al ejército del general Gertrudis G. Sánchez, con el grado de teniente coronel, al frente del V Regimiento. En la toma de Huetamo, Michoacán, bautiza a su tropa con el nombre de Brigada Mina. Estuvo presto para proteger el ataque a la ciudad de Morelia, ya con el grado de general brigadier. Asiste a la Convención de Aguascalientes, en octubre de 1914, y se retira desconociéndola.
Tuvo combates posteriores en San Luis Potosí y Coahuila contra el villismo. El 22 de octubre de 1915 le cambia nombre a la Brigada Mina por el de Columna Expedicionaria Salvador González. Tras varios combates, el 15 de julio de 1917 le da el nombre de Brigada 16, dependiente de la Jefatura del Sur. En 1920 se une a Obregón, quien lo puso a las órdenes del general Benjamín Hill, y avanzaron a Guerrero.
Los años 1927–1928 fueron de mucha actividad bélica, combatió al movimiento cristero y a los generales Francisco R. Serrano y Arnulfo Gómez. En 1929, al levantamiento escobarista, realizó sus últimas intervenciones en batalla. Posteriormente se retira a su rancho de Santa Rosa, en el municipio de Coyuca de Catalán, para vivir dedicado a las faenas del campo hasta el término de sus días. 
Murió en su rancho Santa Rosa, del mismo municipio, en los años 60 del siglo pasado.